# Sistema Ox Bel Ha
Il Sistema Ox Bel Ha (abbreviato Ox Bel Ha, che in lingua Maya significa Tre sentieri dell'acqua) è un sistema di grotte in Quintana Roo, in Messico. È la grotta sottomarina più lunga esplorata al mondo e si colloca al quarto posto tra le grotte a secco. A maggio 2017 la lunghezza rilevata dei passaggi sottomarini era di 270,2 chilometri. Nel sistema sono presenti più di 140 cenote.

## Scoperte
Il sottosistema Naranjal fa parte del Sistema Ox Bel Ha; al suo interno sono stati trovati tre resti umani preistorici. 
Il cenote Jailhouse, o Las Palmas, è l'ingresso alle grotte di Muknal e Las Palmas. 
Un primo scheletro di una donna di 18-20 anni, Eva di Naharon, datato 13 600 anni circa, è stato scoperto in un punto a circa 368 m dall'ingresso del cenote di Jailhouse. 
Un secondo scheletro di una donna di 44-50 anni, la Signora di Las Palmas, datato 9 000 anni circa, è stato trovato in un punto a circa 2 km dall'ingresso del cenote di Jailhouse. 
La grotta Muknal, parte del sottosistema Naranjal, conteneva i resti di un uomo di età compresa tra 40 e 50 anni, il nonno Muknal, datato 9 600 anni circa. A differenza degli altri due scheletri nel sottosistema, il nonno Muknal mostra prove di sepoltura secondaria. 
L'analisi di questi scheletri suggerisce che Ox Bel Ha fosse probabilmente usato come un importante sito per la sepoltura rituale.
Oltre ai resti umani sono stati trovati anche resti fossili di un nuovo genere e di una nuova specie di pecari estinti, Muknalia minima, identificati da una mandibola fossile trovata nella grotta Muknal del sistema Ox Bel Ha. In seguito è stato riconosciuto che questo era un genere simile al pecari dal collare.